# Arthur Drewry
Arthur Drewry, CBE (sinh ngày 3 tháng 3 năm 1891 - 25 tháng 3 năm 1961) là nhà quản lý bóng đá người Anh, từng là chủ tịch FIFA thứ 5 từ năm 1955 đến 1961. Drewry là chủ tịch FIFA thứ ba qua đời khi đang tại chức.